# US Concarneau
Union Sportive Concarnoise, mai bine cunoscut sub numele de US Concarneau sau doar Concarneau, este un club de fotbal cu sediul în Concarneau, Franța. Sezonul 2023-24 este primul sezon al clubului în Ligue 2, al doilea eșalon al fotbalului francez. Din cauza faptului că Stade Guy-Piriou din Concarneau nu corespunde standardelor din Ligue 2, clubul își joacă meciurile de acasă pe Stade Francis-Le Blé din Brest și Stade du Moustoir din Lorient.